# Wiesenau
Wiesenau is een gemeente in de Duitse deelstaat Brandenburg, en maakt deel uit van de Landkreis Oder-Spree.
Wiesenau telt 1.265 inwoners.
Bad Saarow ·
Beeskow ·
Berkenbrück ·
Briesen (Mark) ·
Brieskow-Finkenheerd ·
Diensdorf-Radlow ·
Eisenhüttenstadt ·
Erkner ·
Friedland ·
Fürstenwalde/Spree ·
Gosen-Neu Zittau ·
Groß Lindow ·
Grünheide ·
Grunow-Dammendorf ·
Jacobsdorf ·
Langewahl ·
Lawitz ·
Mixdorf ·
Müllrose ·
Neißemünde ·
Neuzelle ·
Ragow-Merz ·
Rauen ·
Reichenwalde ·
Rietz-Neuendorf ·
Schlaubetal ·
Schöneiche bei Berlin ·
Siehdichum ·
Spreenhagen ·
Steinhöfel ·
Storkow ·
Tauche ·
Vogelsang ·
Wendisch Rietz ·
Wiesenau ·
Woltersdorf ·
Ziltendorf